# ピンク・レディー物語 栄光の天使たち
『ピンク・レディー物語 栄光の天使たち』（ピンク・レディーものがたり えいこうのてんしたち）は、1978年10月24日から1979年6月26日まで東京12チャンネル（現・テレビ東京）で放送されていたテレビアニメである。東映とT&Cの共同製作。全35話。放送時間は毎週火曜 19:30 - 19:58 （日本標準時）。

## 概要
ピンク・レディーのサクセスストーリー、およびドキュメントをアニメで描いた作品。共に静岡市出身者である根本美鶴代（ミー、後の未唯mie）と増田啓子（ケイ、後の増田惠子）の中学での出会いから芸能界デビュー、そして人気アイドルになるまでを描いている。土居甫や阿久悠などの関係者も実名で登場し、ストーリーについても殆どが実話との設定だが、手足を縛ったままダンスのレッスンをするなど、一部にスタッフによるオリジナルエピソードが盛り込まれている。本作には実写撮影パートがあり、実在するレコーディングスタジオ（例 - ビクター青山スタジオ）などの現場を撮影した映像が盛り込まれていた。
本編放送開始1週間前の1978年10月17日には、前夜祭として『今完成ピンクのアニメ』が放送された。

## 声の出演
- ミー - 野村道子[1]
- ケイ - 堀絢子[1]
- おはなし - 白石冬美
- 北浜晴子
- 永井一郎
- 雨森雅司
- 坪井章子
- 矢田耕司
- 古川登志夫
- 野沢雅子
- 野崎貴美子
- 山田俊司
- 山口奈々
- 土居甫 - （不詳）
- 阿久悠 - （不詳）
- 都倉俊一 - （不詳）
- 協力 - 青二プロダクション

## スタッフ
- 原案・企画 - 加納亨一、相馬一比古、岸田一利（T&C）、平山亨（東映）
- 製作担当 - 上野寿夫（信映）
- プロデューサー - 飯島敬（東映）、旗野義文（東映）、工藤忠義（東京12チャンネル）
- 美術 - 加藤清
- 音楽 - 小野崎孝輔（成和アングル）
- キャラクター設計 - 聖悠紀、細井雄二、村田四郎
- 企画協力 - Y&K
- チーフディレクター - 田口勝彦→山口秀憲
- 撮影 - 森口洋輔（スタジオウッド）
- 編集 - 井上和夫（井上編集室）
- 音響ディレクター - 太田克己
- 録音 - 石井佑貴生
- 選曲 - 茶畑三男
- 音響制作 - 平沼善幸
- 録音スタジオ - 映広音響
- 効果 - 伊藤克己→須藤輝義（スワラプロダクション）
- 現像 - 東映化学
- 制作協力 - 信映
- 制作 - 東映、T&C
- 著作 - T&C

※T&Cは「トランス・アンド・コンシエンスカンパニー」の略称。

### 各話スタッフ
- 絵コンテ・演出 - 向中野義雄、山口秀憲、田口勝彦、秦泉寺博 ほか
- 作画監督 - 玉沢武（玉沢動画社）、村田四郎、段野原一郎

### 実写パートスタッフ
- 監督 - 田口勝彦
- 撮影 - 内田安夫、相原義晴
- 進行 - 久住正平、桐山勝
- 振付 - 小山雄二郎
- 撮影協力 - ビクター音楽産業株式会社、ビクター青山スタジオ

## 主題歌
オープニング「星から来た二人」
作詞 - 阿久悠 / 作曲 - 都倉俊一 / 編曲 - 萩田光雄 / 歌 - ヤング・フレッシュ
エンディング「フレンズ」
作詞 - 阿久悠 / 作曲 - 都倉俊一 / 編曲 - 萩田光雄 / 歌 - ヤング・フレッシュ
上記2曲を収録したレコードが、通常の45回転盤シングルは日本コロムビアから、ソノシートは徳間書店/徳間音楽工業（ファンファニーシリーズ）と、朝日ソノラマ（ソノラマエース・パピイシリーズ）から発売された。また2曲ともに、ピンク・レディー自身がアルバム『星から来た二人』でカバーしている。

## サブタイトル
（）
| 話 | サブタイトル                 | 脚本     | 演出       | 放送日          |
| -- | ---------------------------- | -------- | ---------- | --------------- |
| SP | 前夜祭・今完成ピンクのアニメ | (不明)   | (不明)     | 1978年 10月17日 |
| 1  | 星は海から生まれるのです     | 桂真佐喜 | 向中野義雄 | 10月24日        |
| 2  | おてんばデュエット           | 桂真佐喜 | 山口秀憲   | 10月31日        |
| 3  | ごめんね天国のお父さん       | 桂真佐喜 | 田口勝彦   | 11月7日         |
| 4  | 哀しみの二ツ星               | 山本優   | 田口勝彦   | 11月14日        |
| 5  | ひとつの糸に結ばれて         | 桂真佐喜 | 田口勝彦   | 11月21日        |
| 6  | ふたりで踏んだ初舞台         | 桂真佐喜 | 田口勝彦   | 11月28日        |
| 7  | 明日さく花                   | 桂真佐喜 | 田口勝彦   | 12月5日         |
| 8  | ワン・ステップ・ジャンプ     | 山本優   | 田口勝彦   | 12月12日        |
| 9  | ふたりでひとり               | 桂真佐喜 | 田口勝彦   | 12月19日        |
| 10 | とんでけクッキー             | 山本優   | 田口勝彦   | 12月26日        |
| SP | はばたけミーとケイ           | (不明)   | (不明)     | 1979年 1月1日   |
| 11 | こころの手紙                 | 山本優   | 田口勝彦   | 1月9日          |
| 12 | 心はひとつ                   | 山崎久   | 田口勝彦   | 1月16日         |
| 13 | 愛のネックレス               | 山崎久   | 田口勝彦   | 1月23日         |
| 14 | くじけるものか               | 山崎久   | 田口勝彦   | 1月30日         |
| 15 | あたたかな母の胸へ           | 桂真佐喜 | 田口勝彦   | 2月6日          |
| 16 | 巣だつひな鳥                 | 桂真佐喜 | 田口勝彦   | 2月13日         |
| 17 | さようなら故郷               | 山崎久   | 田口勝彦   | 2月20日         |
| 18 | 可愛いファン                 | 山崎久   | 田口勝彦   | 2月27日         |
| 19 | 若いふたつの芽               | 桂真佐喜 | 田口勝彦   | 3月6日          |
| 20 | ふたりの友情                 | 桂真佐喜 | 田口勝彦   | 3月13日         |
| 21 | 二人三脚                     | 山崎久   | 田口勝彦   | 3月20日         |
| 22 | ペッパー警部誕生             | 山崎久   | 田口勝彦   | 3月27日         |
| 23 | はばたく日は                 | 桂真佐喜 | 田口勝彦   | 4月3日          |
| 24 | 愛の拍手                     | 桂真佐喜 | 田口勝彦   | 4月10日         |
| 25 | ふるさとの涙                 | 山崎久   | 田口勝彦   | 4月17日         |
| 26 | 祈りの旅                     | 山崎久   | 旗野義文   | 4月24日         |
| 27 | にじ色の別れ                 | 中原朗   | 旗野義文   | 5月1日          |
| 28 | ピンチだSOS!                 | 中原朗   | 旗野義文   | 5月8日          |
| 29 | 花ひらく夜                   | 山崎久   | 旗野義文   | 5月15日         |
| 30 | おもいやり                   | 山崎久   | 旗野義文   | 5月22日         |
| 31 | きびしい歌の道               | 山崎久   | 旗野義文   | 5月29日         |
| 32 | 木枯らしの詩                 | 中原朗   | 山口秀憲   | 6月5日          |
| 33 | 故郷の青い空                 | 中原朗   | 山口秀憲   | 6月12日         |
| 34 | 総集編1「歩んだ道」          | 山崎久   | 映広音響   | 6月19日         |
| 35 | 総集編2「栄光への歩み」      | 山崎久   | 映広音響   | 6月26日         |

## 放送局
出典は個別に提示されているものを除き、右記のものを使用する。
- 東京12チャンネル：火曜 19:30 - 19:58
- 北海道文化放送：金曜 19:00 - 19:30[4]
- 秋田放送：火曜 17:00 - 17:30[5]
- 山形テレビ：月曜 16:30 - 17:00[5]
- ミヤギテレビ：土曜 17:30 - 18:00（1979年3月まで） → 土曜 7:00 - 7:30（1979年4月から）[6]
- 新潟放送：日曜 16:15 - 16:45[7] → 土曜 7:00 - 7:30[8] → 日曜 6:45 - 7:15[5]
- 山梨放送：月曜 16:30 - 17:00[8] → 土曜 7:45 - 8:15[5]
- 長野放送：日曜 9:30 - 10:00[9]
- テレビ静岡：日曜 9:00 - 9:30
- 中京テレビ : 日曜 12:45 - 13:15[10]
- KBS京都：火曜 19:30 - 20:00 → 水曜 18:30 - 19:00[5]
- サンテレビ：火曜 19:30 - 20:00 → 水曜 19:00 - 19:30[5]
- テレビ和歌山：火曜 19:30 - 20:00（1978年11月17日スタート） → 月曜 19:00 - 19:30[5]
- 西日本放送：土曜 16:55 - 17:25[5]
- 山口放送：木曜 17:15 - 17:45（1979年5月の時点では放送無し[5]）
- 高知放送：土曜 15:30 - 16:00[5]
- テレビ西日本：金曜 19:00 - 19:30[11]
- サガテレビ：金曜 19:00 - 19:30[5]

## ビデオソフト化・再放送
複数の実在人物が実名で登場しているため、権利の関係上、本作本編のビデオソフト化および再放送は行われていない。歴代の東映動画（現・東映アニメーション）と東映本社による作品主題歌集ビデオ『TVヒーロー主題歌全集 6 アニメ編』（1986年7月21日 / 発売元 - 東映 / 製作 - 東映ビデオ / 規格 - ベータ・VHS）に前期オープニングとエンディングの映像が収録されているのみである。
『TVヒーロー主題歌全集』シリーズは1990年代に『東映TVアニメ主題歌大全集』（規格 - LD・VHS）へリニューアルしたが、その際に本作の映像は収録されなかった。その後に発売されたDVD版『東映TVアニメ主題歌大全集』でも同様に本作は未収録となっている。
ミー本人がゲスト出演したTBSの『テレビ探偵団』1988年5月15日放送分では、後期オープニングと本編映像の一部が紹介された。